# La avenida de los tilos
La Avenida de los Tilos es una balada romántica de mediados de los años setenta
La melodía pertenece al cantante y compositor marplatense Marquito Montoya (Carlos Rodríguez, 1944), quien musicalizó un texto de la poetisa María de la A (María Wérnicke, 1930-2013). Aparece firmada en los vinilos y casetes de la época: «María de la A - Marquito».
Fue grabada en 1976 por la cantante argentina Luciana, a instancias de su productor musical de entonces, Chacho Ruiz, convirtiéndose en un éxito inmediato en toda Latinoamérica.
Aunque se la puede (y se la suele) considerar una canción de amor, María Wérnicke ha explicado en reportajes que el poema fue inspirado por la profunda tristeza que le produjo la partida de su hija hacia España.

## La Avenida de los Tilos
La Avenida de los Tilos que da título a la canción, hace alusión a la diagonal Pueyrredón, en Mar del Plata, ciudad en la que se había radicado Wérnicke y en donde vivió hasta su muerte.
Se trata de un paseo de cuatro cuadras, popularmente conocido como Avenida de los Tilos, que corre en diagonal entre la Plaza San Martín y la avenida Independencia, en la zona céntrica de dicha ciudad. Las dos vías vehiculares están separadas por plazoletas cubiertas de tilos.

## Prohibición
La canción tuvo problemas con la dictadura cívico-militar-eclesiástica argentina que gobernó Argentina entre 1976 y 1983.
Aunque su venta en disquerías no fue prohibida, sí lo fue su difusión en los medios, lo que impidió un éxito aún mayor en aquel momento.
El gobierno militar consideró que la letra daba una imagen general pesimista y negativa del país, y parecía aludir veladamente a los desaparecidos, y al clima de miedo en que se vivía entonces.

## Letra
La Avenida de los Tilos
Ayer he caminado más que sola,
ayer he caminado sin vos,
y estaba la Avenida de los Tilos
tan largamente triste, que pensé:
¿en qué país estoy? Si estoy sin vos,
¿en qué país, hecho de desamor?
Ayer he caminado más que sola,
ayer he caminado sin vos,
y estaba la avenida como un río
de otro país tan pobremente frío,
tan largamente triste, que pensé
que el otoño es igual que el desamor.
Ayer he caminado sin vos,
y todo lo que he visto no lo he visto;
apenas he mirado, porque tuve
mucho miedo aquí en el corazón.
Ayer he caminado más que sola,
ayer he caminado sin vos,
y estaba la Avenida de los Tilos
tan largamente triste, que pensé:
¿en que país estoy, de este color,
de este color de caminar sin vos?